# Movimiento Democrático Popular (Paraguay)
El Movimiento Popular Democrático (MDP) fue un movimiento político paraguayo de finales de los años 80, surgido en los últimos años de la dictadura de Alfredo Stroessner, estaba conformado por sectores del estudiantado, gremialismo, campesinado y ciertos sectores laicos de la Iglesia Católica. Fue fundado oficialmente en 1987.
Su principal objetivo en los últimos tiempos de la dictadura de Stroessner fue la movilización urbana con el fin de promover la propuesta ciudadana y la obtención en la farsas electorales del régimen militar.
En julio de 1987, a pesar de las amenazas de la policía stronista que pretendió prohibir el ingreso de los miembros del MDP al teatro Jacinto Herrera de Radio Ñandutí, el movimiento se presentó y ofreció una conferencia de prensa.
Una vez que el régimen de Alfredo Stroessner cayó, el 2 y 3 de febrero de 1989, pasó a integrar junto con otros movimientos el Partido Democrático Popular (PDP) que inclusive llegó a presentar un proyecto de Constitución Nacional como aporte para la Asamblea Nacional Constituyente de 1991
En los primeros años de la nueva democracia,  fue perdiendo militantes, hasta convertirse en un movimiento amorfo. Para las elecciones presidenciales de 1993, el PDP ya había desaparecido casi en su totalidad, ya que los dirigentes que quedaban iban integrando a otras fuerzas políticas.